# Chthonius halberti
Chthonius halberti is een bastaardschorpioenensoort uit de familie van de Chthoniidae. De wetenschappelijke naam van de soort is voor het eerst geldig gepubliceerd door Kew.